# 青霉酸
青霉酸（缩写：PA）是一种有机化合物，分子式C
8H
10O
4，是一些青霉属和曲霉属霉菌产生的多聚乙酰类真菌毒素，也是青霉素在酸性条件下降解的主要产物。常见于发霉的的玉米、土豆以及饲料中，并对人畜具有多种毒性。

## 历史
1913年Carl Lucas Alsberg与Otis Fisher Black首次从长满软毛青霉(P. puberulum）的玉米中分离得到青霉酸。1936年由John Howard Birkinshaw首次提出其结构，并于1949年由C. W. Munday确定其存在两种互变异构体。Ralph Raphael在二战期间实现青霉酸的人工合成。

## 性质与结构
青霉酸为无色针状结晶。熔点为83°C。一水合物为无色单斜或三斜长菱柱状，熔点为58-64°C。青霉酸极易溶于热水、乙醇、乙醚、乙酸乙酯和氯仿，但不溶于戊烷、己烷和石油醚。其有两种互变异构体：一种为γ-酮酸式，另一种为γ-羟基内酯式，两种构型之间转化存在动态平衡。青霉酸在弱酸和弱碱中稳定，在强碱溶液中水解。内酯式青霉酸在四氯化碳和氯仿中羰基与羟基容易形成分子间氢键产生二聚体。能与巯基和伯氨基反应，因此能与丝氨酸、组氨酸、精氨酸、赖氨酸等氨基酸以及半胱氨酸、谷胱甘肽等含巯基分子反应。其中与丝氨酸结合后会失去毒性。